# Área metropolitana de Pamplona

Municipios que forman el área metropolitana de Pamplona.

El área metropolitana de Pamplona es un área periurbana española que se extiende en torno a la ciudad de Pamplona, la capital de la Comunidad Foral de Navarra.
El área metropolitana engloba municipios pertenecientes en su mayoría al ámbito geográfico de la Cuenca de Pamplona.
Está formada por los municipios de: Ansoáin, Valle de Aranguren (Mutilva), Barañáin, Beriáin, Berrioplano (Aizoáin, Berriosuso, Berrioplano y Artica), Berriozar, Burlada, Cendea de Cizur, Valle de Egüés (Olaz, Sarriguren y Gorraiz), Echauri, Ezcabarte (Arre y Oricáin), Cendea de Galar (Cordovilla), Huarte, Juslapeña, Noáin-Valle de Elorz (solo para Noáin), Oláibar, Cendea de Olza, Orcoyen, Pamplona, Tiebas-Muruarte de Reta, Villava, Zabalza y Zizur Mayor.
Su población en 2024 era de 366.765 habitantes, con una superficie de 488,6 km², lo que supone una densidad de 750,644 hab/km².
Existe un organismo denominado Mancomunidad de la Comarca de Pamplona que aglutina a la mayor parte de estos municipios y tiene competencias en materia de transporte público urbano, gestión de aguas y residuos urbanos.

## Historia
Pamplona fue la capital del Reino de Navarra y convertida a mediados del siglo XIX en una pequeña capital de provincias a raíz de la Ley Paccionada. Condicionada por su historia y considerada como "plaza fuerte" tras su conquista, fue delimitada por unas murallas y una ciudadela para su control que se mantuvieron hasta finales del siglo XIX, cuando se derribaron parcialmente dos baluartes de la ciudadela y ya entrado el siglo XX parte de las murallas. Así se llevaron a cabo los dos primeros ensanches de la ciudad. A pocos kilómetros de la capital se encontraban pequeños pueblos y villas como Barañáin, Villava, Burlada, etc. que vivían fundamentalmente de la agricultura.

### Pamplona a principios delsigloXX

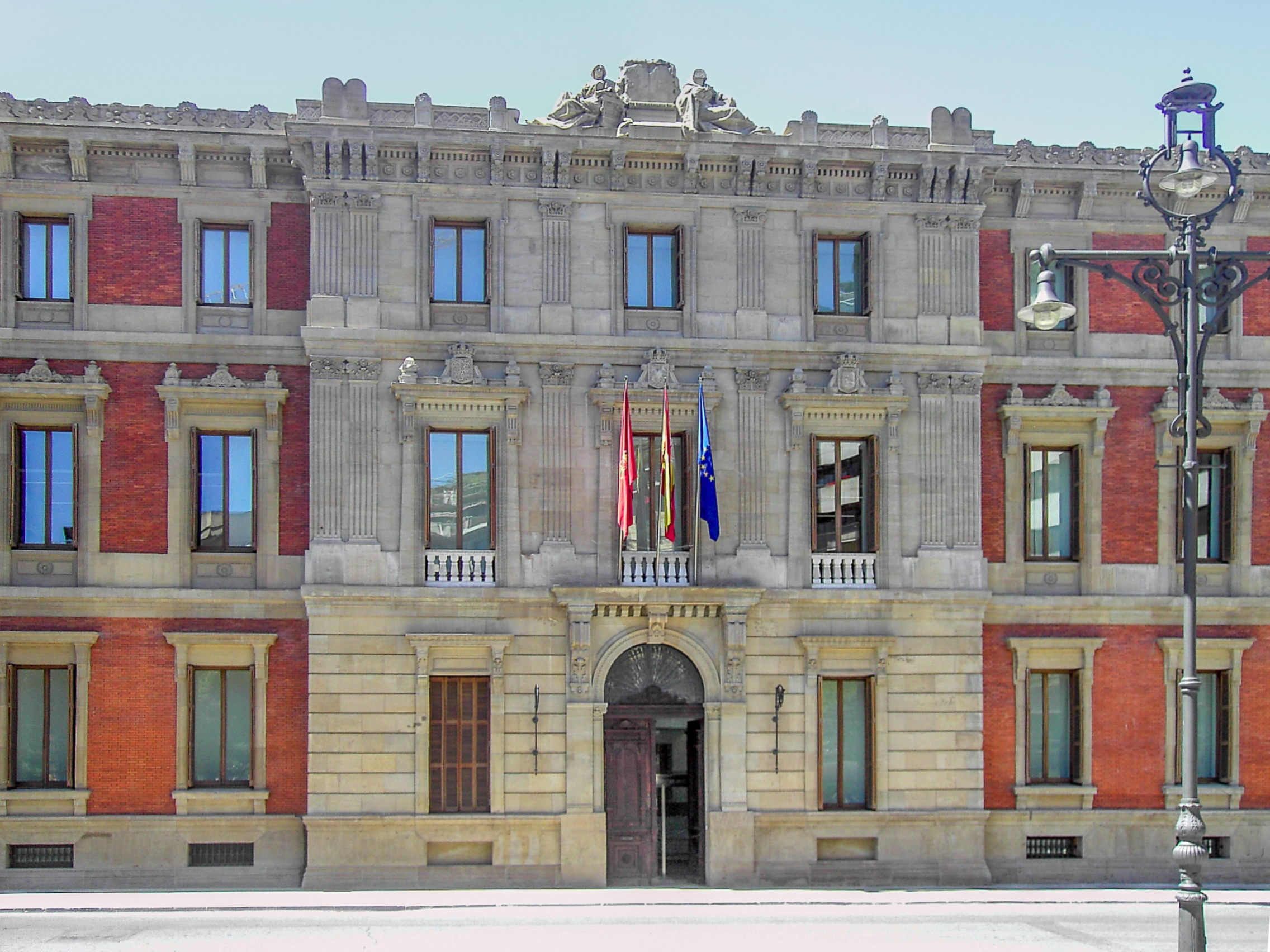
Parlamento de Navarra, situado en el Primer Ensanche de Pamplona.

La población de Pamplona era de unos 30.000 habitantes a comienzos del siglo XX, y el resto de municipios que hoy forman el área metropolitana eran pequeños pueblos cuya ocupación principal era la agricultura. La población se encontraba constreñida en el casco antiguo de la ciudad, en un espacio reducido en el que se construían edificios cada vez más altos que provocaban unas condiciones de higiene y salubridad cada vez peores. El casco antiguo, formado por los antiguos burgos de Navarrería, San Nicolás y San Cernin, se encontraba saturado y no podía afrontar el crecimiento de población que se producía desde los pueblos hacia la capital de Navarra.
El único barrio existente además del casco antiguo, era la Rochapea que se encontraba extramuros y suficientemente alejado de las murallas respetando la normativa militar. Siendo, por tanto, tras el casco viejo el barrio más antiguo de la ciudad.

### Primer ensanche
En 1888 se produjo un pequeño crecimiento de la ciudad, denominado Primer ensanche. Este constaba de seis manzanas que se situaron entre la Ciudadela y el casco antiguo, en una zona despoblada por ser considerada como "zona polémica" por razones militares, donde no se podía construir en torno a las murallas de la ciudadela y de la ciudad. Cuando se realizó el Primer Ensanche se edificaron unas pocas viviendas de carácter burgués y unos cuarteles militares de infantería. Los edificios del primer ensanche fueron construidos en el estilo modernista de la época, y hoy la mayoría se encuentran rehabilitados para uso público. El Parlamento de Navarra, que desde el inicio fue un edificio público, como Palacio de Justicia, se encuentra en esta zona. Posteriormente, en la segunda mitad del siglo XX, los cuarteles fueron derribados dejando el solar donde se ha edificado recientemente el Baluarte, manteniéndose únicamente el del Gobierno Militar.

### Segundo ensanche

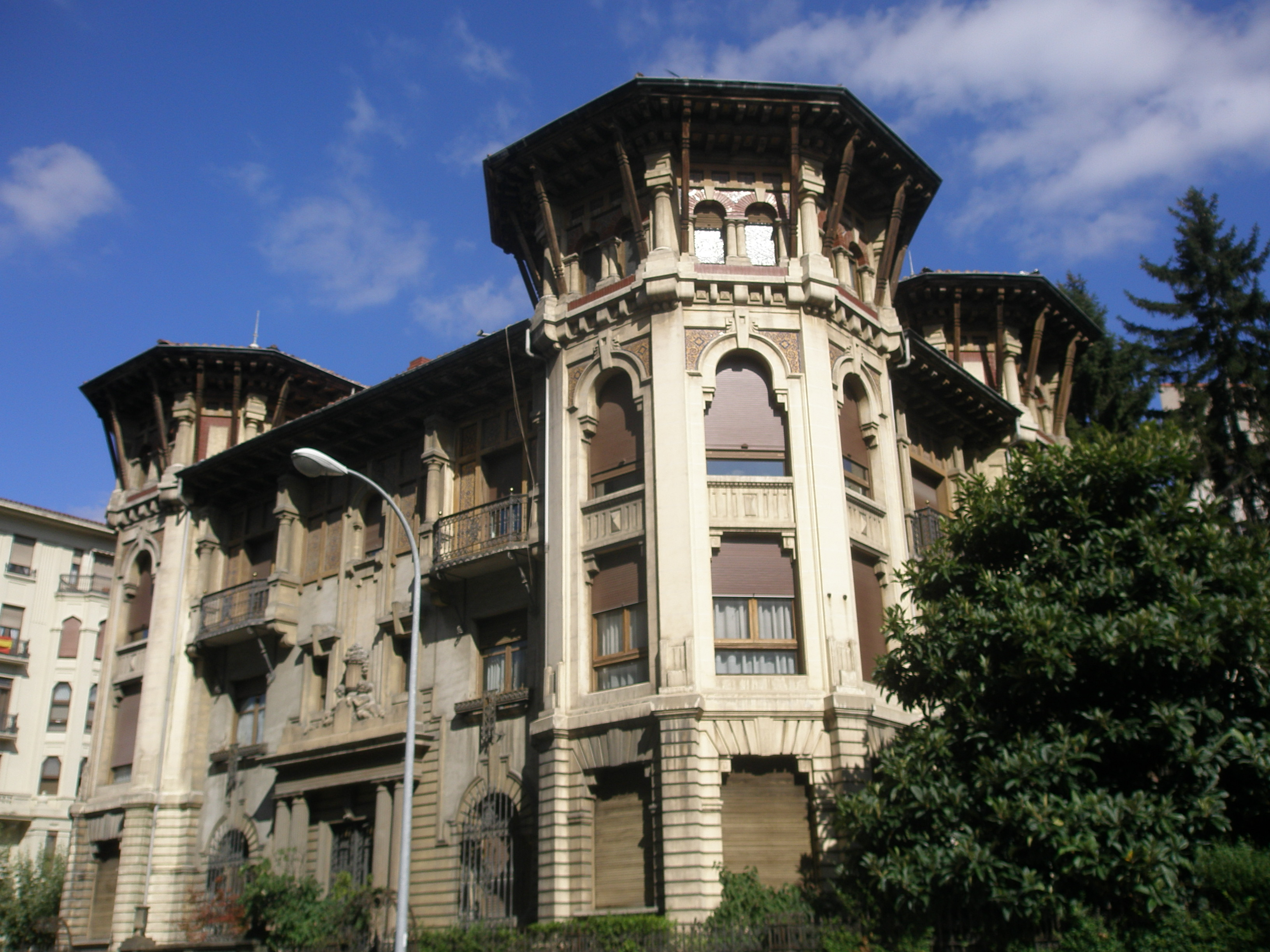
Palacete en el Segundo Ensanche obra de Víctor Eusa, 1924.

El primer ensanche de la ciudad no fue suficiente para el crecimiento de la ciudad, que seguía limitado por las murallas y la imposibilidad de edificar junto a ellas por razones militares, por la ya referida consideración de "zona polémica". La creciente población, que emigraba fundamentalmente de pueblos de Navarra, se hacinaba en un casco antiguo que creció en altura, con edificios más altos. Cuando las autoridades militares, tras la Primera Guerra Mundial comprobaron la inutilidad del sistema defensivo con murallas, permitieron, tras conseguir terrenos para un nuevo cuartel en las cercanías (Aizoáin), el desarrollo de un nuevo ensache que se negociaba desde 1901, esta vez de un tamaño considerablemente mayor que el anterior. Diseñado por Serapio Esparza al estilo decimonónico del modelo que Ildefonso Cerdá había desarrollado en Barcelona con manzanas cuadradas achaflanadas. La orientación de los ejes de la Navarrería y de los Burgos determinó la orientación del nuevo ensanche, que se articulaba en torno a las avenidas de Carlos III y la Baja Navarra. El segundo ensanche se desarrolló entre 1920 y los años 60, cuando se culminó su construcción.

### Los nuevos barrios de la segunda mitad delsigloXX

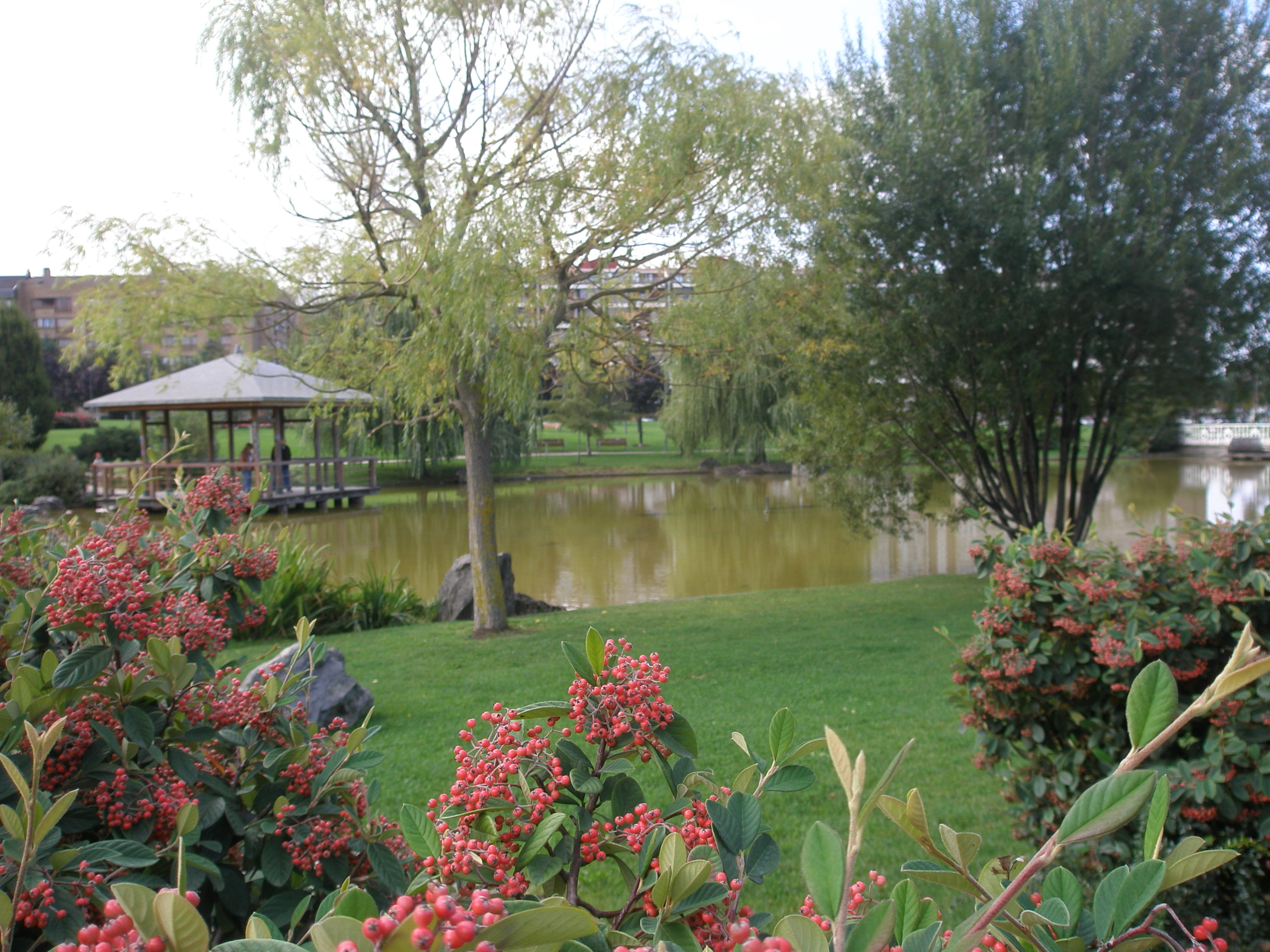
Parque Yamaguchi, en el barrio de Ermitagaña.

A partir de la segunda mitad del siglo XX el rápido crecimiento de la economía navarra, y pamplonesa en particular, provocó el desplazamiento de miles de personas desde el ámbito rural hacia la ciudad, lo que conllevó al crecimiento del barrio de la Rochapea y la construcción progresiva de los nuevos barrios de la Chantrea, San Jorge, la Milagrosa, Abejeras y Echavacóiz, algunos de los cuales se situaban bajo la meseta sobre la que se encuentra el casco antiguo, y al otro lado del río Arga.
El plan general de 1957 ordenó el crecimiento de la ciudad hacia el sur y el oeste, con el desarrollo de los barrios de San Juan, Iturrama y Ermitagaña, así como la creación en 1964 del polígono industrial de Landaben, que impulsó definitivamente la actividad industrial en Pamplona. Las poblaciones de la periferia de la ciudad pasaron de ser pequeños pueblos agrícolas a dinámicos núcleos urbanos con el desarrollo de nuevos barrios, industrias y empresas. La construcción de estos nuevos barrios e industrias obligó a crear un sistema de comunicación adecuado a la naciente área metropolitana, basándose en el autobús urbano que en un primer momento llevaba a los habitantes de Villava a Pamplona, de lo que se derivó el nombre con el que es conocida hoy en día, "Villavesa".

### La situación hacia finales delsigloXX
A pesar de lo que ocurrió en la mayoría de ciudades y capitales de provincia, que incorporaban progresivamente a su municipio los pueblos adyacentes convertidos ahora en barrios, Pamplona se ha mantenido casi íntegra en su municipio (con la última incorporación del barrio de Mendillorri en 1998), y los pueblos de alrededor han pasado a ser barrios en la práctica aunque con distinto Ayuntamiento y gestión en la práctica, provocando una anomalía en el planeamiento y creando una dificultad añadida para llevar a cabo proyectos metropolitanos que afecten a varios de los 18 municipios que integran el área metropolitana hoy en día.
La ciudad de Pamplona, con sus nuevos desarrollos de Echavacóiz y Lezcairu agotará en la práctica el terreno que le queda por urbanizar al municipio, por lo que los siguientes grandes desarrollos deberán llevarse a cabo en el resto de municipios del área metropolitana que cuentan con suelo edificable.

## Comarcalización
La Mancomunidad de la Comarca de Pamplona es una autoridad mancomunada formada en 1982 y que actualmente cuenta con las siguientes competencias en el entorno del área metropolitana de Pamplona:
- Ciclo integral del agua: abastecimiento, saneamiento y depuración de aguas residuales.
- Recogida y tratamiento de los residuos urbanos.
- Transporte urbano comarcal.
- Servicio de taxi.
- Parque Fluvial de la Comarca.

Desde diferentes ámbitos se ha estudiado otorgarle un mayor número de competencias, con el fin de facilitar la gestión de los servicios básicos de los 23 municipios que forman el área metropolitana. En las elecciones municipales de 2007, los candidatos a la alcaldía de Pamplona por Nafarroa Bai, PSN-PSOE y CDN se mostraron favorables a impulsar esta autoridad mancomunada.

## Demografía
En 1970 el área metropolitana de Pamplona contaba con una población de 190.650 habitantes. Con el paso del tiempo se ha producido un incremento gradual en la población hasta llegar a los 356.993 habitantes actuales (2018). A continuación se muestra la evolución de la población del área metropolitana de Pamplona en el tiempo:
| 2010    | 2009    | 2007    | 2006    | 2001    | 1996    | 1991    | 1986    | 1981    | 1975    | 1970    |
| ------- | ------- | ------- | ------- | ------- | ------- | ------- | ------- | ------- | ------- | ------- |
| 348.753 | 334.830 | 319.208 | 315.988 | 309.631 | 256.968 | 254.377 | 245.107 | 239.202 | 216.268 | 190.650 |

Debido a la construcción progresiva de nuevos desarrollos, la población del área metropolitana de Pamplona se encuentra en una fase de crecimiento y desplazamiento desde las ciudades más pobladas como Pamplona o Barañáin (que perdieron respectivamente 875 y 557 habitantes en 2007), hacia los municipios en los que se encuentran estos nuevos barrios, principalmente el Valle de Egüés (que ganó 1700 habitantes en el mismo periodo), Berrioplano (559), Noáin (Valle de Elorz) (533) y Huarte (486). En su conjunto, el área metropolitana de Pamplona ganó 3.147 habitantes en 2007. Es previsible que esta tendencia se mantenga en los próximos años, con mayor aumento del número de habitantes en el Valle de Egüés (como consecuencia de la segunda fase de Sarriguren), en Pamplona (debido a los nuevos barrios de Echavacóiz y Arrosadía-Lezcairu), en el Valle de Aranguren (como consecuencia de la construcción del barrio de Entremutilvas), Berrioplano (por el barrio de Nuevo Artica), etc.

## El área metropolitana de Pamplona respecto a Navarra
En el área metropolitana de Pamplona reside más de la mitad de la población de todo Navarra, concretamente el 54,83% (2010). En la siguiente tabla se compara la población del municipio de Pamplona y la de su área metropolitana respecto a la población total de Navarra.
| Entidad local                  | 2010    | %      |
| ------------------------------ | ------- | ------ |
| Pamplona                       | 197.488 | 31.05% |
| Área metropolitana de Pamplona | 348.753 | 54.83% |
| Navarra                        | 636.038 | 100,0  |

## Lista de municipios y habitantes (2020)

Municipios pertenecientes al área metropolitana.

| Nombre                  | Población 2006 | Población 2009 | Población 2012 | Población 2019 | Población 2020 | Superficie (km²) | Densidad 2020 (Hab/km²) |
| ----------------------- | -------------- | -------------- | -------------- | -------------- | -------------- | ---------------- | ----------------------- |
| Ansoáin                 | 9.952          | 10.500         | 10.938         | 10.833         | 10.836         | 1,9              | 5.703,16                |
| Aranguren               | 6.133          | 7.139          | 8.092          | 10.859         | 11.306         | 40,5             | 279,16                  |
| Barañáin                | 22.401         | 22.110         | 21.444         | 20.199         | 20.167         | 1,4              | 14.405                  |
| Beriain                 | 3.125          | 3.651          | 3.856          | 4.069          | 4.113          | 5,3              | 776,04                  |
| Berrioplano             | 2.347          | 4.344          | 5.971          | 7.256          | 7.457          | 25,7             | 290,16                  |
| Berriozar               | 8.555          | 9.020          | 9.449          | 10.426         | 10.651         | 2,7              | 3.944,81                |
| Burlada                 | 18.388         | 18.595         | 18.162         | 19.096         | 19.541         | 2,2              | 8.882,27                |
| Cendea de Cizur         | 2.238          | 3.110          | 3.663          | 3.888          | 3.924          | 46,5             | 84,39                   |
| Echauri                 | 509            | 583            | 585            | 650            | 649            | 14,1             | 46,03                   |
| Valle de Egüés          | 5.379          | 10.787         | 17.450         | 21.128         | 21.418         | 53,5             | 400,34                  |
| Ezcabarte               | 1.540          | 1.661          | 1.707          | 1.805          | 1.811          | 34               | 53,26                   |
| Galar                   | 1.456          | 1.628          | 1.865          | 2.273          | 2.290          | 44,9             | 51,35                   |
| Huarte                  | 4.671          | 5.858          | 6.542          | 7.101          | 7.278          | 3,8              | 1.915,26                |
| Juslapeña               | 542            | 569            | 558            | 563            | 568            | 31,5             | 18,03                   |
| Noáin                   | 4.789          | 6.806          | 7.566          | 8.320          | 8.354          | 48,2             | 173,32                  |
| Oláibar                 | 199            | 224            | 262            | 378            | 392            | 16               | 24,5                    |
| Cendea de Olza          | 1.535          | 1.576          | 1.785          | 1.831          | 1.860          | 40,7             | 45,7                    |
| Orcoyen                 | 2.251          | 3.320          | 3.696          | 4.057          | 4.145          | 5,6              | 740,18                  |
| Pamplona                | 195.769        | 198.491        | 197.604        | 201.653        | 203.944        | 25,1             | 8.125,26                |
| Tiebas-Muruarte de Reta | 588            | 629            | 659            | 606            | 636            | 21,4             | 29,71                   |
| Villava                 | 10.295         | 10.642         | 10.496         | 10.204         | 10.245         | 1,1              | 9.313,64                |
| Zabalza                 | 202            | 242            | 282            | 297            | 301            | 14               | 21,5                    |
| Zizur Mayor             | 13.197         | 13.345         | 14.084         | 14.894         | 15.088         | 5,1              | 2.958,43                |
| Total                   | 315.988        | 334.830        | 346.716        | 362.386        | 366.974        | 488,6            | 751,07                  |

## Proyectos metropolitanos

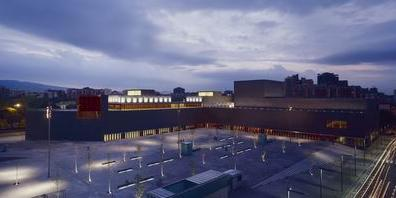
Vista nocturna de Baluarte.

### Palacio de congresos y auditorio de Navarra
El Palacio de Congresos y Auditorio de Navarra, conocido como Baluarte, fue el primer proyecto que se puede considerar a escala metropolitana de la ciudad de Pamplona. Con un coste total de 77 millones de euros, se construyó para paliar el déficit de la Cuenca de Pamplona en equipamientos culturales. Actualmente es el cuarto edificio de este tipo en número de visitantes (por detrás de Madrid, Barcelona y Bilbao), y el sexto en recaudación.

### Estación de tren de Alta Velocidad
El proyecto para la construcción de la nueva estación del  Tren de alta velocidad navarro en el barrio de Echavacóiz se prevé que vaya acompañado por una serie de planes que desarrollarán la zona, como el nuevo barrio de Echavacóiz, la ampliación de Barañáin hacia la futura estación, el desarrollo de nuevas áreas de oficinas y comercio, integración de antiguas fábricas y reconversión en dotaciones públicas, etc.
El plan para su construcción fue aprobado en febrero de 2010 y se preveía que la estación comenzara a construirse en 2011.
Sin embargo, la crisis económica parece estar retrasando el proyecto, y en mayo de 2013 el Consejero de Fomento del Gobierno de Navarra admite que a medio plazo solamente se ejecutarán los tramos entre Castejón y Campanas de la línea de Alta Velocidad navarra. El proyecto de eliminación del bucle ferroviario de Pamplona y su nueva estación, sin embargo, se mantiene.
Así mismo, diversos grupos sociales y políticos han expresado sus dudas ante la viabilidad el proyecto. Entre ellos, la Fundación Sustrai Erakuntza, que ha interpuesto una demanda judicial ante el desarrollo del proyecto.

### Estación de autobuses

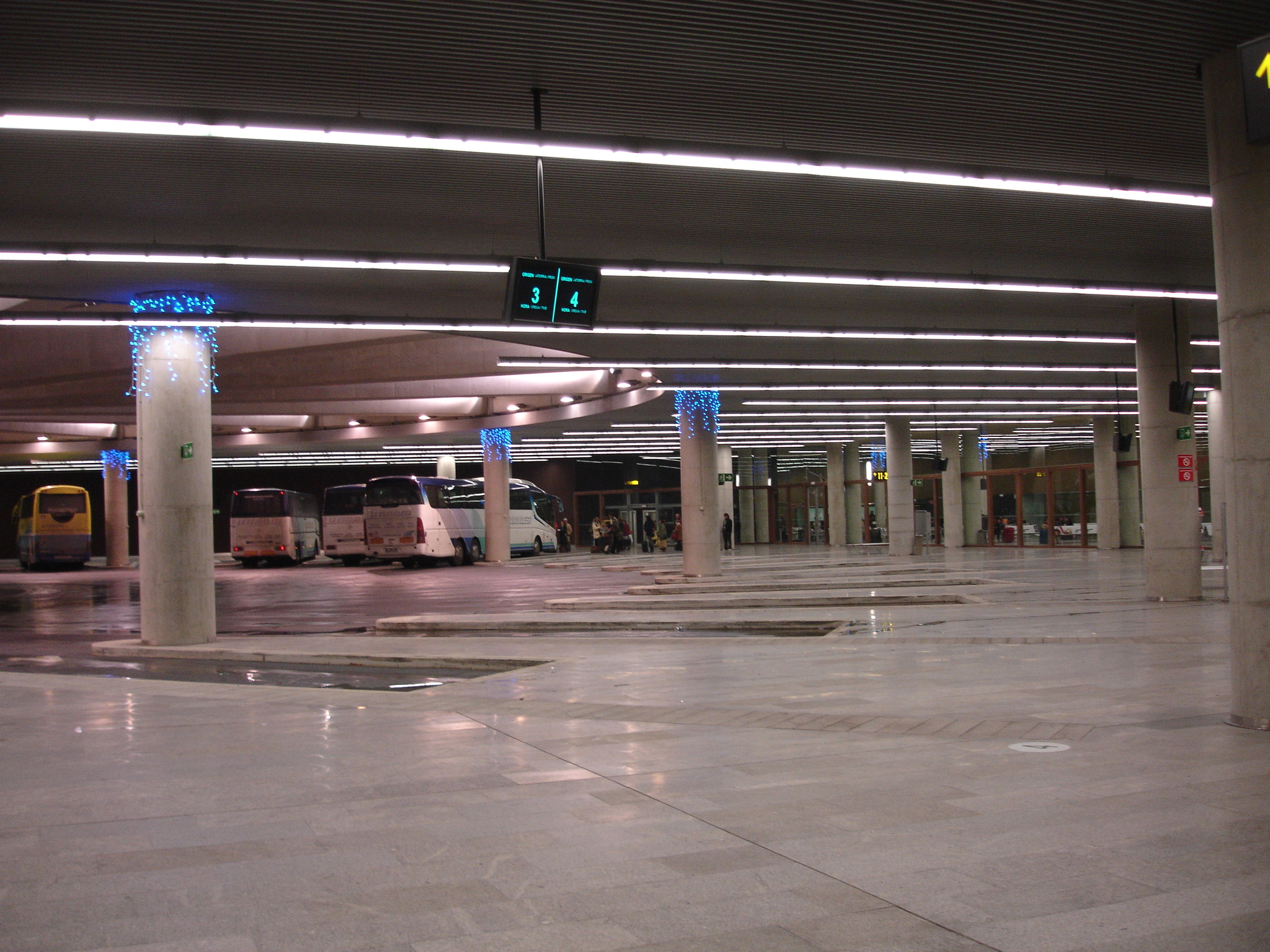
Interior de la estación de autobuses

La nueva estación de autobuses de Pamplona se ha construido en el centro de la ciudad, próxima a la Ciudadela y a la antigua estación, y se encuentra totalmente enterrada bajo la Vuelta del Castillo, la mayor zona verde de Pamplona y que ocupa el centro de la ciudad. Se preveía que la nueva estación se inauguraría antes de julio de 2007, pero finalmente fue inaugurada oficialmente el 9 de noviembre.

### Aeropuerto
El aeropuerto de Pamplona, situado en Noáin está siendo sometido a un proyecto de ampliación, que consiste en la ampliación de la terminal en 12.400 metros cuadrados, la construcción de una nueva torre de control y la ampliación de la longitud de sus pistas para soportar vuelos de larga distancia. Se prevé que el nuevo aeropuerto cuente con una capacidad de 650.000 pasajeros anuales. Las obras comenzaron en la segunda mitad de 2007.

### Proyecto de tranvía
Según estudios realizados en los últimos años, el porcentaje de personas que utilizan el transporte público en la Comarca de Pamplona es menos de la mitad de los que utilizan el vehículo privado. Como consecuencia de estos estudios, y de la necesidad de mejoras en el transporte público en la comarca de Pamplona, el Gobierno de Navarra encargó a principios de 2006 la realización de un estudio de viabilidad sobre la posibilidad de implantar una red de tranvía o metro ligero en el área metropolitana de Pamplona. Aunque conocía los resultados de dicho estudio desde verano de 2007, su contenido no se hizo público hasta el 4 de noviembre de 2007.
El estudio considera viable la realización de una red de tranvía en Pamplona y estima en más de 120 millones de euros la inversión necesaria para su construcción. La red constaría de dos líneas: una que recorrería el área metropolitana de Pamplona de este a oeste y otra de norte a sur. La línea este - oeste uniría la localidad de Zizur Mayor y el barrio de Echavacóiz con las localidades de Villava y Huarte, pasando por el centro de Pamplona. Así mismo, habría un ramal de dicha línea que llegaría hasta Mendillorri y Sarriguren. La segunda línea uniría la localidad de Berriozar, en el norte, con el centro de Pamplona y con el parque comercial Galaria, al sur. Esta segunda línea contaría con un ramal de unión con el barrio de la Chantrea. La longitud total del trazado de ambas líneas sería unos 25 kilómetros, que transcurrirían en su totalidad por la superficie.
En el mismo estudio aparece la posibilidad de que la línea norte - sur se soterre en centro de Pamplona, pasando por debajo del Casco Antiguo por un túnel que conectaría el barrio de la Rochapea con la estación de autobuses.
El Gobierno de Navarra consideró en un primer momento que no contaba con los datos suficientes para decidir si promovía la red de tranvía en la Comarca de Pamplona, mientras que el actual presidente de la Mancomunidad de la Comarca de Pamplona, Javier Torrens, consideró que el tranvía serviría para consolidar el transporte público frente al privado.
El 5 de junio de 2008 el Gobierno de Navarra anunció su decisión de rechazar la instalación de una red de tranvía en el Área metropolitana de Pamplona debido a lo que consideró un alto volumen de inversión (que estimó en 700 millones de euros) y al impacto urbanístico que tendría su construcción para la ciudad. El Gobierno anunció que estaba estudiando alternativas más económicas y sencillas de realizar como el "Metrobús", línea de autobús que circula por carriles específicos y tiene prioridad sobre el tráfico privado, con un presupuesto estimado de 350 millones de euros.

### Parque de Aranzadi
El Ayuntamiento de Pamplona convocó un concurso internacional para elegir el proyecto a llevar a cabo en la zona de Aranzadi, en la que se prevé crear el segundo parque más grande del área metropolitana de Pamplona, superado tan solo por la Vuelta del Castillo, el parque que rodea la Ciudadela de Pamplona. Según la alcaldesa de Pamplona y el presidente de la Mancomunidad de la Comarca de Pamplona, se pretende crear un parque "emblemático y no al uso". El 16 de junio de 2008 se comunicó el nombre de los seis estudios de arquitectura elegidos para la fase final del concurso, que deberían entregar su propuesta final antes del 15 de octubre de 2008.
Finalmente, el ganador del concurso se hizo público el 13 de diciembre de 2008, recayendo el galardón en el estudio Aldayjover Arquitectos, que habían redactado previamente el proyecto para el parque metropolitano de la Expo Zaragoza 2008. Su propuesta para Aranzadi se basa, según sus propias palabras, en mantener la mayor parte de las huertas existentes en la zona, y generar dos bosques que las rodeen y protejan. Según el proyecto ganador se generarán tres nuevas huertas: una didáctica, otra experimental y otra productiva; se construirán tres nuevas pasarelas que crucen el Arga y un espacio peatonal y libre del tráfico rodado.

### Plan Navarra 2012
El 21 de abril de 2008 el Gobierno de Navarra aprobó el Plan Navarra 2012, que había pactado previamente con el PSN, y que fue criticado duramente por los partidos de la oposición. Este plan contempla una serie de actuaciones prioritarias para el desarrollo de la Comunidad Foral hasta 2012, entre los que se encuentran varios proyectos para el área metropolitana de Pamplona.

#### Ciudad de la seguridad
El plan Navarra 2012 contempla la creación de la denominada Ciudad de la Seguridad, que será un espacio de 1,5 millones de m² que concentrará varios edificios e instalaciones públicas relacionados con la Dirección General de Interior de Navarra. Entre ellos, se encontrará la sede central de la Policía Foral, la Agencia Navarra de Emergencias, la Escuela de Seguridad, así como un área de oportunidades y de actividades económicas para el asentamiento de empresas privadas del ámbito de la seguridad, tanto de prestación de servicios como de actividad industrial e innovación y desarrollo. Aunque actualmente no existe una ubicación definitiva, el Departamento de Interior del Gobierno de Navarra baraja ubicarla entre los municipios de Valle de Egüés, Aranguren y Pamplona.

#### Ciudad aeroportuaria
El proyecto denominado como Ciudad aeroportuaria, también previsto en el Plan Navarra 2012, pretende desarrollar el aeropuerto de Noáin y ordenar su entorno urbano inmediato, generando un nuevo polo de desarrollo económico para el área metropolitana de Pamplona.

#### Reyno de Navarra Arena
Dentro del plan Navarra 2012 se contempla una partida de unos 60 millones de euros para construir el pabellón multiusos de Navarra, llamado Reyno de Navarra Arena. Este proyecto prevé construir en las inmediaciones del estadio Reyno de Navarra un nuevo pabellón que permita adaptar diferentes tipos de eventos como exposiciones, conciertos, partidos de pelota, balonmano, baloncesto y fútbol sala. Esta actuación ha sido criticada por la oposición, pues considera que existen otros proyectos prioritarios que deberían ser ejecutados previamente a este, dada la magnitud de la inversión necesaria para dicho proyecto. Desde el Gobierno y el PSN, promotores del plan Navarra 2012, se ha defendido la prioridad del pabellón frente a otros proyectos. La primera fase de la construcción comenzará en septiembre de 2009, y se prevé su entrada en uso a lo largo del año 2011.

## Nuevos desarrollos urbanísticos

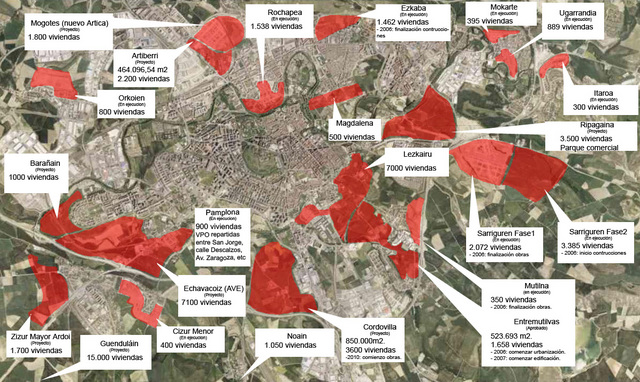
Los actuales desarrollos del área metropolitana de Pamplona 2006-2020.

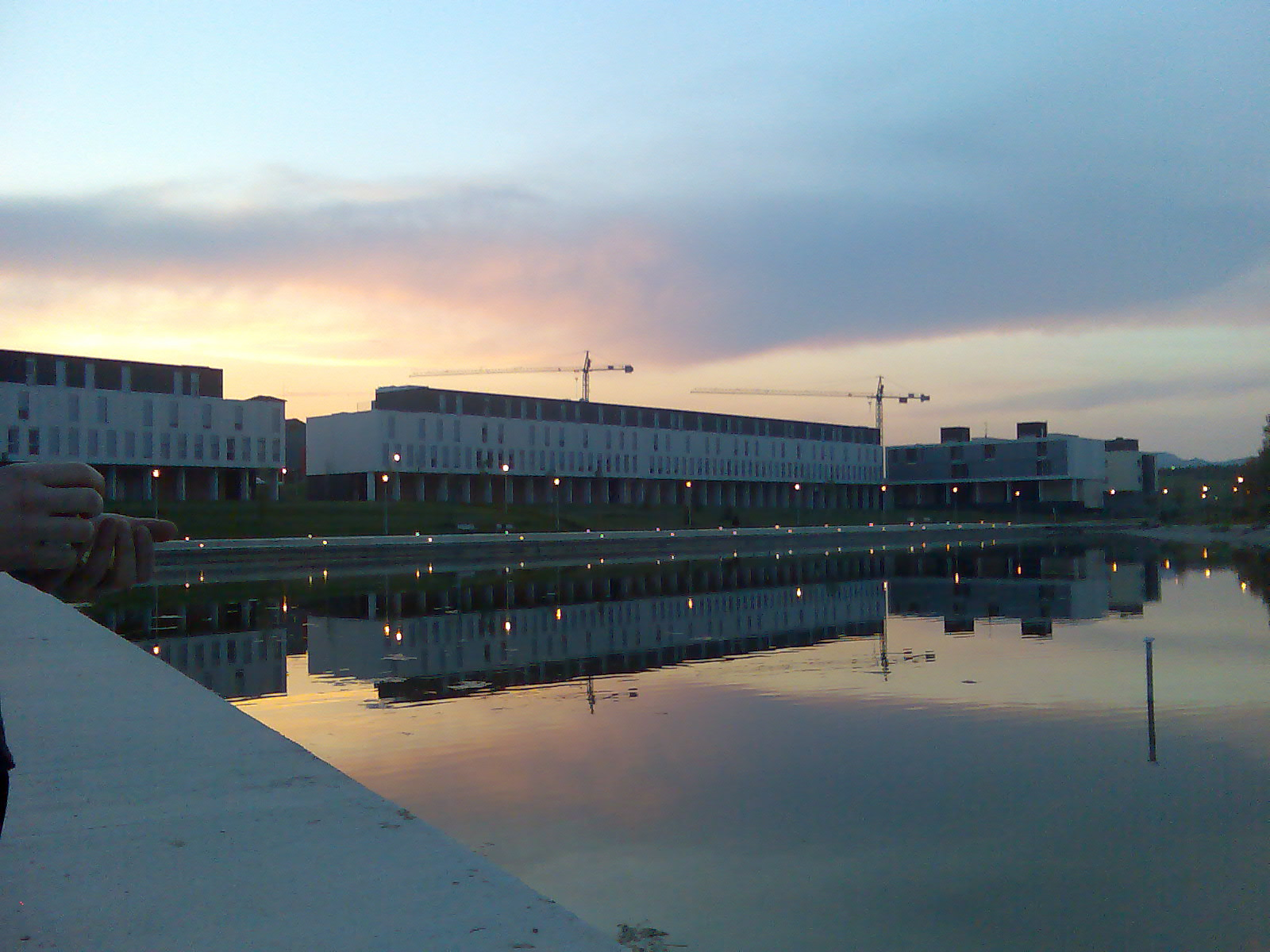
Sarriguren, uno de los mayores desarrollos que se están construyendo en este momento.

El área metropolitana de Pamplona se encuentra inmersa en un importante desarrollo que creará en un futuro próximo viviendas para acoger a una población de unos 500.000 habitantes (casi tanto como el total de la población navarra), debido entre otros factores a que el coste de construcción de los edificios se encuentra entre los más bajos de España. Existen numerosos planes para desarrollar nuevos barrios a lo largo y ancho del área metropolitana, entre los cuales, entre proyectos previstos y en construcción destacan:

### En construcción

#### Erripagaña
En el terreno delimitado por Burlada, Huarte, Sarriguren y Mendillorri está previsto un desarrollo con unas 4.000 nuevas viviendas, aproximadamente la mitad con algún tipo de protección (905 Viviendas de Protección Oficial y 803 Viviendas de Precio Tasadas). También se prevé construir un nuevo centro comercial con hipermercado, oficinas y un hotel.

#### Sarriguren
Denominada "ecociudad" en la fase de proyecto, se trata de una nueva ciudad situada en el municipio del Valle de Egüés, de la que se ha construido y habitado la primera fase, se está llevando a cabo la segunda, y está proyectándose la tercera. En total se prevé la construcción de 5.217 viviendas en este desarrollo, de las cuales el 98,12% serán viviendas protegidas (3.056 de protección oficial y 2.041 de precio tasado).

#### Entremutilvas
Este plan unirá física y administrativamente las localidades de Mutilva Alta y Mutilva Baja, situadas en el Valle de Aranguren, mediante nuevas edificaciones y comunicaciones, con una capacidad de más de 1600 nuevas viviendas. También está prevista la construcción de un nuevo ayuntamiento para la entidad unificada.

#### Arrosadia-Lezkairu
Es considerado por el Ayuntamiento de Pamplona como el nuevo gran ensanche de la ciudad. El plan, que busca construir un nuevo barrio (Lezcairu) y aprovechar el desarrollo para consolidar otro (Arrosadía), servirá también para construir una nueva red de comunicaciones de la ciudad y mejorar sus conexiones con el barrio de Mendillorri. En total entre ambos desarrollos se plantea construir unas 6.270 viviendas.

#### Ardoi
Este nueva urbanización de Zizur Mayor, situada al oeste del casco antiguo del municipio, se terminó de urbanizar en 2007, y las primeras viviendas fueron entregadas en 2008. Está prevista la construcción de en torno a 1700 viviendas, 800 de las cuales serán de protección oficial. Junto a la nueva urbanización se ha construido un polígono industrial. Se prevé que la población de Zizur Mayor llegue a los 20.000 habitantes cuando se finalice la construcción de todas las viviendas.

### En proyecto

#### Echavacóiz
El plan, que contempla la construcción en Pamplona de una nueva estación para el Tren de alta velocidad, conlleva también un importante desarrollo residencial, comercial y dotacional, en el que se prevén construir 8.200 nuevas viviendas, y reaprovechar los edificios industriales de la zona para convertirlos en espacios dotacionales.

#### Cordovilla
El departamento foral de Vivienda aprobó un plan por el cual se construirán 4.000 viviendas en terrenos pertenecientes a las localidades de Cordovilla y, en menor medida, en Esquíroz, todas ellas con algún nivel de protección. Mientras que los propietarios de los terrenos se mostraron favorables al proyecto, los constructores en un primer momento calificaron de "incongruente" este plan, al disponer el Gobierno de Navarra de 3 millones de metros cuadrados en propiedad en Guenduláin, donde está previsto construir 19.000 viviendas. Posteriormente, cambiaron de opinión manifestando su apoyo al plan, aunque rechazando la expropiación como método de actuación para el mismo. El alcalde de la Cendea de Galar, Ricardo Ariz, se mostró también contrario al plan, puesto que su ayuntamiento cuenta con un avance de su propio plan municipal para construir 2500 viviendas en los mismos terrenos.
El 15 de julio de 2008, el Gobierno de Navarra aprobó la calificación como Proyecto Sectorial de Incidencia Supramunicipal del proyecto residencial que había previsto para Cordovilla, de forma que en esta área se construirán unas 4.300 viviendas, de las que más de un 80% serán protegidas, además de nuevos edificios para usos económicos y terciarios en el ámbito próximo a la Avenida de Zaragoza de Pamplona.

#### Guenduláin
El proyecto más controvertido y debatido de cuantos se van a llevar a cabo, sobre un terreno situado a 11 kilómetros de Pamplona, en el que las constructoras navarras pretenden construir de forma conjunta una nueva ciudad con 19.000 viviendas y una población aproximada de 50.000 personas, lo que se convertiría en la segunda población de Navarra tras su capital, Pamplona. El Gobierno de Navarra ha asegurado que este proyecto solo se llevará a cabo en el caso de que los actuales desarrollos previstos para los próximos 10 años no cubran las necesidades de vivienda del área metropolitana. No obstante, hay recelos entre parte de la población, que cree que semejante desarrollo es innecesario para una ciudad como Pamplona. Así mismo, algunos políticos de la oposición se han manifestado en contra de dicho proyecto.

El 25 de enero de 2007 se presentó el proyecto ganador del concurso de ideas organizado por el Gobierno de Navarra. El proyecto eleva el número de viviendas de 15.000 a 19.000, y según el consejero de Medio Ambiente, Ordenación del Territorio y Vivienda, José Andrés Burguete, se comenzaría a edificar en 2009 si el equipo actual de Gobierno gana las próximas elecciones. Tras el resultado de las elecciones, el futuro de esta urbanización dependerá de acuerdos entre el Gobierno de Navarra y los partidos de la oposición.

#### La Morea de Burlada
El Gobierno de Navarra planteó, mediante la aprobación de un Plan Sectorial de Incidencia Supramunicipal, llevar a cabo una intervención en la zona conocida como La Morea, situada entre los términos municipales de Burlada y Pamplona (barrio de la Chantrea), en la que se construirían 1.116 viviendas protegidas, distribuidas en bloques de entre 6 y 12 alturas, así como crear una nueva zona verde para la comarca. El Ayuntamiento de Burlada, en que se sitúa esa área, mostró desde el comienzo su oposición a ese plan, que no llegó a tramitarse; el Plan General Municipal de Burlada, aprobado en 2020, mantiene el carácter no urbanizable de ese ámbito.

## Comunicaciones

### Transporte Urbano Comarcal (TUC)

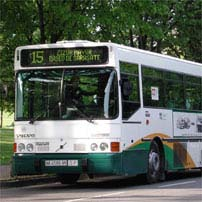
Villavesa de la línea 15.

Pamplona cuenta con una red de transporte público que une las diferentes poblaciones que conforman el área metropolitana con la zona centro de Pamplona y entre sí, basada en una flota de autobuses conocidos popularmente como "Villavesas". La Mancomunidad de la Comarca de Pamplona es la encargada de gestionar el servicio mediante una concesión actualmente concedida a La Montañesa S.A, la cual dejará en breve de serlo, ya que será sustituida por Transports Ciutat Comptal, empresa catalana que consiguió ser la única en aprobar el concurso público realizado para la adjudicación del servicio de transporte urbano.
Actualmente son 23 las líneas diurnas que circulan por la ciudad, y 10 las nocturnas. La línea 4, la más usada, cuenta con una flota de 16 autobuses y una frecuencia en días laborables de 4 minutos entre autobús y autobús, la más rápida de todas.

#### Líneas diurnas
| Línea | Recorrido                               | Extensiones                                 | Horario laborables (I) | Horario sábados (II) | Horario festivos (III) | Frecuencia (I/II/III) | Servicio minusválidos |
| ----- | --------------------------------------- | ------------------------------------------- | ---------------------- | -------------------- | ---------------------- | --------------------- | --------------------- |
|       | Universidades                           | Cizur Menor                                 | 7:20 a 21:40           | 7:30 a 21:30         | 7:30 a 21:30           | 20´/30´/60´           |                       |
|       | Cortes de Navarra - Echavacóiz          |                                             | 7:00 a 22:15           | 7:00 a 22:12         | 7:00 a 22:15           | 10´/12´/20´-15´       |                       |
|       | Circular Oeste: Centro - Ansoáin        |                                             | 6:29 a 22:21           | 6:30 a 22:25         | 6:33 a 22:33           | 10´/10´/12´           |                       |
|       | Barañáin - Villava                      | Arre - Oricáin - Huarte                     | 6:30 a 22:30           | 6:30 a 22:30         | 6:30 a 22:30           | 6´/8´/12´             |                       |
|       | Orvina 3 - Universidad de Navarra       |                                             | 6:30 a 22:15           | 6:30 a 22:20         | 6:30 a 22:20           | 15´/20´/20´           |                       |
|       | Rochapea - UPNA                         |                                             | 6:45 a 22:15           | 6:30 a 22:20         | 6:40 a 22:20           | 15´/15´/20´           |                       |
|       | Villava - Chantrea - Barañáin           |                                             | 6:25 a 22:30           | 6:30 a 22:30         | 6:30 a 22:30           | 10´-12´/15´/15´       |                       |
|       | Plaza Blanca de Navarra - Buztintxuri   |                                             | 6:38 a 22:36           | 6:40 a 22:30         | 7:00 a 22:20           | 12´/15´/20´           |                       |
|       | Renfe - UPNA                            |                                             | 6:32 a 22:36           | 6:00 a 22:30         | 6:50 a 22:30           | 12´/15´/20´           |                       |
|       | Beloso Alto - Orcoyen                   |                                             | 6:30 a 22:35           | 7:00 a 22:00         | 7:00 a 22:00           | 30´/45´/45´           |                       |
|       | Ezcaba - Edificio El Sario              | Parque Comercial Galaria - Polígono Mutilva | 6:35 a 22:25           | 6:35 a 22:15         | 6:35 a 22:35           | 15´/20´/20´           |                       |
|       | Ermitagaña - Mendillorri                |                                             | 6:30 a 22:30           | 6:45 a 22:30         | 6:44 a 22:30           | 10´/15´/20´           |                       |
|       | San Jorge - Soto Lezcairu               | Landaben                                    | 6:20 a 21:20           | 7:55 a 21:30         | 7:55 a 21:30           | 60´/60´/60´           |                       |
|       | Ayuntamiento - Rochapea                 | Artica                                      | 6:40 a 22:20           | 6:40 a 22:20         | 6:35 a 22:35           | 15´/15´/30´           |                       |
|       | Paseo de Sarasate - Zizur Mayor - Ardoy |                                             | 6:30 a 22:15           | 6:30 a 22:20         | 6:30 a 22:30           | 12´-15´/20´/30´       |                       |
|       | Aizoáin - Noáin - Beriáin               | Berriosuso - Beriáin                        | 6:27 a 22:29           | 6:28 a 22:28         | 6:39 a 22:29           | 12´/15´/20´-24´       |                       |
|       | Nuevo Artica - Artiberri                |                                             | 6:30 a 22:30           | 7:10 a 22:30         | 7:10 a 22:30           | 20´/40´/40´           |                       |
|       | Urb Zizur Mayor - Sarriguren            |                                             | 6:30 a 22:30           | 6:30 a 22:35         | 6:40 a 22:20           | 12´/15´/20´           |                       |
|       | Monte Monjardín - Barañáin              |                                             | 6:30 a 22:22           | 6:30 a 22:15         | 6:30 a 22:20           | 15´/15´/20´           |                       |
|       | Plaza Príncipe de Viana - Gorraiz       | Gorraiz Norte/Sur - Urb. Itaroa             | 6:40 a 22:40           | 6:50 a 22:10         | 6:50 a 22:10           | 20´/60´/60´           |                       |
|       | Circular Este: Centro - Ansoáin         |                                             | 6:20 a 22:32           | 6:34 a 22:30         | 6:30 a 22:27           | 10´/10´/12´           |                       |
|       | Yanguas y Miranda - Berriosuso          |                                             | 6:30 a 22:30           | No hay servicio      | No hay servicio        | 60´                   |                       |
|       | Plaza Príncipe de Viana - Olloqui       |                                             | 6:30 a 22:30           | 7:10 a 22:35         | 7:10 a 22:35           | 60´/90´/90´           |                       |

#### Líneas nocturnas
| Línea | Recorrido                            | Extensiones    | Horario domingo a jueves y festivos (I) | Horario viernes (II) | Horario sábados (III) | Frecuencia (I/II/III) | Servicio minusválidos |
| ----- | ------------------------------------ | -------------- | --------------------------------------- | -------------------- | --------------------- | --------------------- | --------------------- |
|       | Bajada de Labrit - Zizur Mayor       |                | 23:00 a 0:00                            | 23:00 a 4:00         | 23:00 a 6:00          | 60´                   |                       |
|       | Paseo Sarasate - Barañáin            |                | 23:15 a 23:45                           | 23:15 a 3:45         | 23:10 a 6:30          | 30´/ 30´/ 20´         |                       |
|       | Bajada de Labrit - Noáin-Beriáin     |                | 23:00 a 0:00                            | 23:15 a 3:45         | 23:10 a 6:30          | 60´                   |                       |
|       | Paseo Sarasate - Aizoáin             | Berriosuso     | 22:40 a 0:10                            | Ver mcp.es           | Ver mcp.es            | -                     |                       |
|       | Bajada de Labrit - Huarte            | Olaz - Gorraiz | 22:45 a 23:45                           | 22:45 a 3:45         | 22:45 a 6:15          | 30´                   |                       |
|       | Cortes de Navarra - Mendillorri      |                | 23:00 a 0:00                            | 23:00 a 4:00         | 23:00 a 6:00          | 30´                   |                       |
|       | Pasero Sarasate - Avda. Baja Navarra |                | 23:00 a 0:10                            | 22:50 a 4:15         | 22:45 a 6:30          | 35´/ 25´/ 15´         |                       |
|       | Bajada de Labrit - Mutilva           |                | 23:00 y 0:00                            | 23, 0, 2 y 4 h       | 23, 0, 2, 4, 6 h      | -                     |                       |
|       | Paseo Sarasate - Orcoyen             |                | No hay servicio                         | 23, 1, 3             | 23, 1, 3, 5           | -                     |                       |
|       | Cortes de Navarra - Sarriguren       |                | 22:50 a 0:10                            | 22:50 a 4:10         | 22:50 a 6:10          | 40´                   |                       |

### Otros
Aunque el servicio de autobuses urbanos es muy utilizado en el área metropolitana de Pamplona, el coche es el tipo de vehículo más utilizado para el desplazamiento intermetropolitano. También es utilizada la bicicleta, para la cual se está desarrollando una red de carril bici por gran parte del área metropolitana, así como el servicio de taxi, el cual también es gestionado por la Mancomunidad de la Comarca de Pamplona.
En diciembre de 2021, el Ayuntamiento de Pamplona introdujo un servicio de alquiler de bicicletas eléctricas denominado Ride On. Es el sistema más importante de este tipo en España, con 2,5 bicicletas por cada 1000 habitantes. Cuenta con 42 bases repartidas por todos los barrios de Pamplona y permite a los usuarios circular entre sus bases favoritas. Se puede utilizar las 24 horas del día, todos los días del año, excepto en las fiestas de San Fermín. Todas las bicicletas son eléctricas y cuentan con asistencia al pedaleo. Utilizan energía 100% renovable certificada para la recarga de bicicletas. Existen a disposición de los ciudadanos un total de 400 bicicletas. El sistema cuenta con 42 bases de retirada y depósito de bicicletas en las que, cuando no se utilicen, se cargan las baterías. Estas 42 bases disponen de un total de 824 anclajes para depositar sus bicicletas.